# Damaged Goods (film fra 1914)
 For alternative betydninger, se Damaged Goods. (Se også artikler, som begynder med Damaged Goods)
Damaged Goods er en amerikansk stumfilm fra 1914 af Tom Ricketts.

## Medvirkende
- Richard Bennett som George Dupont
- Adrienne Morrison
- Maud Milton som Mrs. Dupont
- Olive Templeton som Henriette Locke
- Josephine Ditt som Mrs. James Forsythe